# Отиашвили, Мерико Хасановна
Мерико Хасановна Отиашвили (1931 год, село Хуцубани, Аджарская АССР, Грузинская ССР — 2009 год, село Цкаврока, Кобулетский муниципалитет, Грузия) — колхозница колхоза имени Ленина Хуцубанского сельсовета Кобулетского района Аджарской АССР, Грузинская ССР. Герой Социалистического Труда (1949).

## Биография
Родилась в 1931 году в крестьянской семье в селе Хуцубани Аджарской АССР (сегодня — Кобулетский муниципалитет). Окончила местную сельскую школу. В послевоенное время трудилась рядовой колхозницей на чайной плантации колхоза имени Ленина Кобулетского района с усадьбой в селе Хуцубани.
В 1948 году собрала 6259 килограмм чайного листа на участке площадью 0,5 гектара. Указом Президиума Верховного Совета СССР от 29 августа 1949 года удостоена звания Героя Социалистического Труда за «получение высоких урожаев сортового зелёного чайного листа и цитрусовых плодов в 1948 году» с вручением ордена Ленина и золотой медали «Серп и Молот» (№ 4671).
Этим же Указом званием Героя Социалистического Труда были также награждены труженицы совхоза имени Ленина Мерием Шукриевна Гогитидзе, Эмина Меджидовна Гогитидзе, Гулварди Хасановна Немсадзе, Бесире Нуриевна Ногаидели, Этери Мамедовна Ногайдели и Мерико Мурадовна Мжанавадзе.
Трудилась в колхозе до выхода на пенсию в 1983 году. Проживала в родном селе Цкаврока Кобулетского муниципалитета. Умерла в 2009 году.